# Noworomaniwka (obwód kirowohradzki)
Noworomaniwka (ukr. Новороманівка) – wieś na Ukrainie, w obwodzie kirowohradzkim, w rejonie kropywnyckim, w hromadzie Subotci. W 2001 liczyła 343 mieszkańców.